# Biferno bianco
Le biferno bianco est un vin italien de la région Molise doté d'une appellation DOC depuis le 29 avril 1983. Seuls ont droit à la DOC les vins blancs récoltés à l'intérieur de l'aire de production définie par le décret.

## Aire de production
Les vignobles autorisés se situent en province de Campobasso dans les communes Campobasso, Campomarino, Colletorto, Mirabello Sannitico, Montenero di Bisaccia, Portocannone, Termoli, Rotello, San Giacomo degli Schiavoni et  Tufara. Les vignobles se situent sur des pentes sur une altitude de 550 – 600 m.
La qualité du vin blanc augmente avec l’apport des cépages bombino bianco et malvasia bianca lunga.

## Caractéristiques organoleptiques
- couleur: jaune paille  plus ou moins intensif
- odeur: délicat, légèrement aromatique
- saveur: sèche, harmonieux, frais

Le 'biferno bianco se déguste à une température comprise entre 8 et 10 °C.

## Production
Province, saison, volume en hectolitres :
- Campobasso  (1990/91)  1198,99
- Campobasso  (1991/92)  1358,37
- Campobasso  (1992/93)  1552,55
- Campobasso  (1993/94)  2907,06
- Campobasso  (1994/95)  3071,62
- Campobasso  (1995/96)  2483,63
- Campobasso  (1996/97)  2617,99